# Notre-Dame-des-Landes

Notre-Dame-des-Landes este o comună în departamentul Loire-Atlantique, Franța. În 2009 avea o populație de 1,933 de locuitori.